# ميرفين جون بايرز
ميرفين جون بايرز (بالإنجليزية: Mervyn John Byers)‏ هو عازف الأرغن أسترالي، ولد في 23 مارس 1924، وتوفي في 2 مارس 2011.